# Karl Robert Hasse
Karl Robert Hasse († 10. Juni 1953) war ein deutscher Bürgermeister und Landrat.

## Leben
Über die schulische und berufliche Ausbildung von Hasse ist nichts bekannt. Von 1908 bis 1917 war er Bürgermeister von Kröv. Während dieser Zeit wurde er wechselweise mit Jakob Merrem mit den Aufgaben als kommissarischer Landrat des Landkreises Wittlich betraut.